# 장안어린이도서관
장안어린이도서관은 서울특별시 동대문구에 있는 도서관이다.

## 이용 안내
이용 시간
- 매일 10:00 ~ 18:00

휴관일
- 매주 금요일
- 일요일을 제외한 법정공휴일
- 도서관 사정에 의한 임시 휴관일